# 希格登 (阿拉巴馬州)
希格登（英語：Higden）是一個位於美國阿拉巴馬州傑克遜縣的非建制地區。該地的面積約為10.205平方千米，而人口數目為1,398。

## 地理
希格登的座標為34°50′44″N 85°36′59″W / 34.84555°N 85.61638°W，而該地的平均海拔高度為421米（即1381英尺）。